# Lista över byggnadsminnen i Örebro län

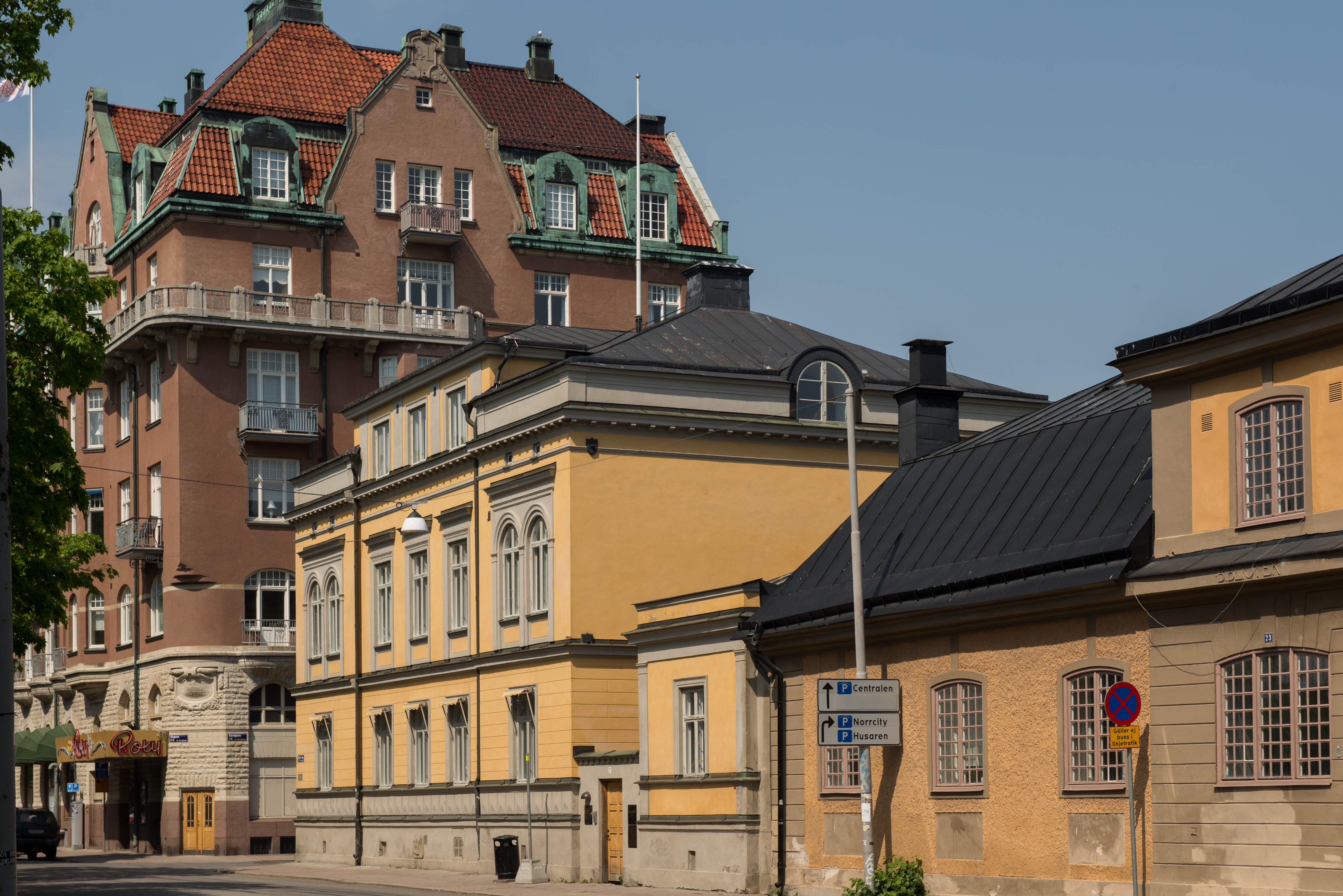
Tre byggnadsminnen på Olaigatan i Örebro. Från vänster Centralpalatset, Husarernas kanslihus och Landshövdingestallet.

Förteckning över byggnadsminnen i Örebro län.

## Askersunds kommun
| Namn                                          | Ursprunglig funktion                   | Byggår | Arkitekt | Plats             | Läge               | Anläggnings-ID | Bild                                    |
| --------------------------------------------- | -------------------------------------- | ------ | -------- | ----------------- | ------------------ | -------------- | --------------------------------------- |
| Igelbäckens masugn (Algrenamarken 1:15, 1:33) | Bruk (3 byggnader)                     | 1696   |          | Hammar            | 58.69853, 14.69831 |                | Ladda upp en till bild av denna byggnad |
| Kullängsstugan (Kullängen 1:2)                | Bondgård (1 byggnad)                   | 1693   |          | Askersunds socken | 58.86235, 14.79511 |                | Ladda upp en till bild av denna byggnad |
| Stjernsunds slott med park (Stjärnsund 7:1)   | Herrgård, bruksherrgård (15 byggnader) | 1801   |          | Askersunds socken | 58.85112, 14.93654 |                | Ladda upp en till bild av denna byggnad |
| Trehörnings masugn (Önnabo 2:2)               | Hytta (6 byggnader)                    | 1639   |          | Mariedamm         | 58.84754, 15.15619 |                | Ladda upp en till bild av denna byggnad |

## Degerfors kommun
| Namn                            | Ursprunglig funktion                  | Byggår | Arkitekt | Plats  | Läge               | Anläggnings-ID | Bild                                    |
| ------------------------------- | ------------------------------------- | ------ | -------- | ------ | ------------------ | -------------- | --------------------------------------- |
| Ölsboda herrgård (Ölsboda 2:51) | Herrgård, bruksherrgård (7 byggnader) | 1828   |          | Nysund | 59.18113, 14.47583 |                | Ladda upp en till bild av denna byggnad |

## Hallsbergs kommun
| Namn                                     | Ursprunglig funktion          | Byggår | Arkitekt | Plats                   | Läge               | Anläggnings-ID | Bild                                    |
| ---------------------------------------- | ----------------------------- | ------ | -------- | ----------------------- | ------------------ | -------------- | --------------------------------------- |
| Bergööska huset (Bergöö 3; f.d. kv Torp) | Bostadshus (1 byggnad)        | 1889   |          | Hallsberg (Storgatan 5) | 59.06718, 15.11471 |                | Ladda upp en till bild av denna byggnad |
| Hallsbergs station (Hallsberg 5:4)       | Järnvägsstation (3 byggnader) | 1886   |          | Hallsberg               | 59.06668, 15.11023 |                | Ladda upp en till bild av denna byggnad |
| Lundby prästgård (Lundby 1:4)            | Boställe, Prästgård           | 1820   |          | Viby                    | koordinater saknas |                | Ladda upp en bild av denna byggnad      |

## Hällefors kommun
| Namn                                        | Ursprunglig funktion         | Byggår     | Arkitekt | Plats              | Läge               | Anläggnings-ID | Bild                                    |
| ------------------------------------------- | ---------------------------- | ---------- | -------- | ------------------ | ------------------ | -------------- | --------------------------------------- |
| Skommerudden (Hällefors 9:579)              | Torp (8 byggnader)           | 1879       |          | Hällefors socken   | 59.91450, 14.52824 |                | Ladda upp en bild av denna byggnad      |
| Krokbornsparken (Hällefors 9:52)            | Park, folkpark (3 byggnader) | 1796       |          | Hällefors          | 59.77465, 14.49433 |                | Ladda upp en till bild av denna byggnad |
| Skräddartorp, Skathöjden (Skräddartorp 1:7) | Bergsmansgård                | 1640-talet |          | Grythyttans socken | koordinater saknas |                | Ladda upp en till bild av denna byggnad |

## Karlskoga kommun
| Namn                                      | Ursprunglig funktion                  | Byggår | Arkitekt | Plats        | Läge               | Anläggnings-ID | Bild                                    |
| ----------------------------------------- | ------------------------------------- | ------ | -------- | ------------ | ------------------ | -------------- | --------------------------------------- |
| Granbergsdals hytta (Granbergsdal 2:7)    | Hytta (1 byggnad)                     | 1642   |          | Granbergsdal | 59.40207, 14.58023 |                | Ladda upp en till bild av denna byggnad |
| Villingsbergs herrgård (Villingsberg 1:2) | Herrgård, bruksherrgård (6 byggnader) | 1752   |          | Villingsberg | 59.28417, 14.69389 |                | Ladda upp en till bild av denna byggnad |

## Kumla kommun
| Namn                                           | Ursprunglig funktion        | Byggår | Arkitekt         | Plats | Läge               | Anläggnings-ID | Bild                                    |
| ---------------------------------------------- | --------------------------- | ------ | ---------------- | ----- | ------------------ | -------------- | --------------------------------------- |
| Kumla stationshus (Kumla Bandel 3:1; f.d. 2:1) | Järnvägsstation (1 byggnad) | 1900   | Folke Zettervall | Kumla | 59.12686, 15.14045 |                | Ladda upp en till bild av denna byggnad |

## Laxå kommun
| Namn                                                | Ursprunglig funktion                     | Byggår                   | Arkitekt | Plats                              | Läge               | Anläggnings-ID | Bild                                    |
| --------------------------------------------------- | ---------------------------------------- | ------------------------ | -------- | ---------------------------------- | ------------------ | -------------- | --------------------------------------- |
| Båthuset och piren på Skagersholm (Skagersholm 2:1) | Konstnärsateljé, brygga (2 byggnader)    | 1930-talets första hälft | ej känd  | Finnerödja socken vid sjön Skagern | 58.95403, 14.37582 |                | Ladda upp en till bild av denna byggnad |
| Skagershults gamla kyrka (Bålby 5:1)                | Kyrka med begravningsplats (2 byggnader) | 1651                     |          | Hasselfors                         | 59.09325, 14.68540 |                | Ladda upp en till bild av denna byggnad |
| Tivedstorps missionshus (Tivedstorp 2:31)           | Frikyrka (1 byggnad)                     | 1880                     |          | Tivedstorp                         | 58.75878, 14.59890 |                | Ladda upp en bild av denna byggnad      |

## Lekebergs kommun
| Namn                                               | Ursprunglig funktion    | Byggår | Arkitekt | Plats   | Läge               | Anläggnings-ID            | Bild                                    |
| -------------------------------------------------- | ----------------------- | ------ | -------- | ------- | ------------------ | ------------------------- | --------------------------------------- |
| Knista fattigstuga (Berga 5:1)                     | Fattigstuga (1 byggnad) | 1756   |          | Knista  | 59.19664, 14.89650 | Sök i Bebyggelseregistret | Ladda upp en bild av denna byggnad      |
| Riseberga bönhus (Riseberga kloster 1:3; f.d. 1:1) | Frikyrka (1 byggnad)    | 1855   |          | Edsberg | 59.15405, 14.89452 |                           | Ladda upp en till bild av denna byggnad |

## Lindesbergs kommun
| Namn                                               | Ursprunglig funktion            | Byggår     | Arkitekt | Plats           | Läge                 | Anläggnings-ID | Bild                                    |
| -------------------------------------------------- | ------------------------------- | ---------- | -------- | --------------- | -------------------- | -------------- | --------------------------------------- |
| Stripa gruva (Guldsmedshyttan 7:10 och 7:59)       | Gruva (33 byggnader)            | 1400-talet |          | Guldsmedshyttan | 59.70605, 15.09646   |                | Ladda upp en till bild av denna byggnad |
| Gamla Sundsbron (Lindesås 1:1, Skottbackarna 1:1)  | Bro (1 byggnad)                 | 1903       |          | Lindesberg      | 59.58755, 15.23188   |                | Ladda upp en till bild av denna byggnad |
| Siggebohyttans bergsmansgård (Siggebohyttan 2:2)   | Bergsmansgård (7 byggnader)     | 1800       |          | Linde           | 59.61605, 15.03445   |                | Ladda upp en till bild av denna byggnad |
| Löa hytta, såg och kvarn (Östra Löa 12:1 och 13:1) | Hytta (13 byggnader)            | 1538       |          | Löa             | 59.80283, 15.16619   |                | Ladda upp en till bild av denna byggnad |
| Yxe gamla skola (Yxe 7:2)                          | Skola, Folkskola, Tjänstebostad | 1864       |          | Linde           | 59.520625, 15.154331 |                | Ladda upp en bild av denna byggnad      |

## Ljusnarsbergs kommun
| Namn                                          | Ursprunglig funktion                              | Byggår     | Arkitekt | Plats      | Läge               | Anläggnings-ID | Bild                                                                      |
| --------------------------------------------- | ------------------------------------------------- | ---------- | -------- | ---------- | ------------------ | -------------- | ------------------------------------------------------------------------- |
| Kopparbergs tingshus (Kyrkvreten 4)           | Offentlig förvaltning - Kommunalhus (2 byggnader) | 1758       |          | Kopparberg | 59.87574, 14.99782 |                | Se fler bilder av denna byggnad · Ladda upp en till bild av denna byggnad |
| Stora gården i Kopparberg (Stora Gården 1)    | Ämbets- och tjänstemannaboställe (7 byggnader)    | 1749       |          | Kopparberg | 59.87448, 14.99886 |                | Ladda upp en till bild av denna byggnad                                   |
| Ställdals gård i Ställdalen (Ställdalen 1:73) | Bergsmansgård (6 byggnader)                       | 1850       |          | Ställdalen | 59.93813, 14.94630 |                | Ladda upp en till bild av denna byggnad                                   |
| Svepartorp (Svepartorp 1:5)                   | Gruva (6 byggnader)                               | 1830-talet |          | Ställberg  | 59.97129, 14.94269 |                | Se fler bilder av denna byggnad · Ladda upp en till bild av denna byggnad |

## Nora kommun
| Namn | Ursprunglig funktion                                           | Byggår           | Arkitekt | Plats                              | Läge               | Anläggnings-ID | Bild                                    |
| --- | -------------------------------------------------------------- | ---------------- | -------- | ---------------------------------- | ------------------ | -------------- | --------------------------------------- |
| Nora Järnvägsmuseum och Veteranjärnväg (Residenset 3, Nora Ervalla Järnväg 1:1-2, Skymhyttan 1:4, Gamla Pershyttan 3:70 och Gyttorps Allmänning 1:1) | Järnvägsanläggning (25 byggnader)                              | 1856             |          | Nora, Gyttorp, Stora Mon och Järle | 59.50017, 15.05739 |                | Ladda upp en till bild av denna byggnad |
| Nora Kyrkoherdeboställe, komministerboställe, klockaregård och församlingshem (Älgen 1, Publica Fide 8-9)                                            | Boställe, prästgård, klockargård, församlingshem (9 byggnader) | 1813             |          | Nora                               | 59.51974, 15.04248 |                | Ladda upp en till bild av denna byggnad |
| Älvhytte missionshus (Älvhyttan 3:6) | Frikyrka (2 byggnader)                                         | 1921             |          | Viker                              | 59.44344, 14.81729 |                | Ladda upp en bild av denna byggnad      |
| Fd. Spruthuset (Mars 13) | Brandstation, spruthus (1 byggnad)                             | 1869             |          | Nora                               | 59.51856, 15.03901 |                | Ladda upp en till bild av denna byggnad |
| Gyttorps centrum (Gyttorp 5:3; tidigare även Gyttorp 5:2)                                                                                            | Bruk, bostadshus, flerbostadshusområde (10 byggnader)          | 1940-talet       |          | Gyttorp                            | 59.50587, 14.96673 |                | Ladda upp en till bild av denna byggnad |
| Göthlinska gården (Bromsen 1) | Borgargård (5 byggnader)                                       | 1700-talets slut |          | Nora                               | 59.51820, 15.04193 |                | Ladda upp en till bild av denna byggnad |
| Stadra gård (Grecksstadra 2.1) | Bergsmansgård (11 byggnader)                                   | 1600-talet?      |          | Nora socken                        | 59.56246, 14.74026 |                | Ladda upp en bild av denna byggnad      |
| Dalkarlsberg (Dalkarlshyttan 1:38, 7:57) | Gruva (2 byggnader)                                            | 1814             |          | Dalkarlsberg                       | 59.43448, 14.86780 |                | Ladda upp en till bild av denna byggnad |
| Åkaregården (Mars 10) | Borgargård, handelsgård (4 byggnader)                          | 1826             |          | Nora                               | 59.51852, 15.03839 |                | Ladda upp en till bild av denna byggnad |

## Örebro kommun
| Namn                                                                     | Ursprunglig funktion                                                            | Byggår                        | Arkitekt | Plats                         | Läge                 | Anläggnings-ID | Bild                                    |
| ------------------------------------------------------------------------ | ------------------------------------------------------------------------------- | ----------------------------- | -------- | ----------------------------- | -------------------- | -------------- | --------------------------------------- |
| Tidigare Stabsbyggnaden m.fl. byggnader i Örebro (Husaren 1)             | Kasernetablissemang (5 byggnader)                                               | 1862                          |          | Örebro                        | 59.27506, 15.21668   |                | Ladda upp en till bild av denna byggnad |
| Tidigare Ridhuset på Karolinska skolan (Husaren 2)                       | Ridhus                                                                          | 1862                          |          | Örebro                        | koordinater saknas   |                | Ladda upp en till bild av denna byggnad |
| Trefaldighetskyrkan (Kv. Färgeriet 2)                                    | Frikyrka (1 byggnad)                                                            | 1909                          |          | Örebro                        | 59.27352, 15.21099   |                | Ladda upp en till bild av denna byggnad |
| Tidigare Röda Kvarnbiografen, Örebro (Källan 10)                         | Biograf (1 byggnad)                                                             | 1917                          |          | Örebro                        | 59.27735, 15.21500   |                | Ladda upp en till bild av denna byggnad |
| Adolf Kjellströms villa (Renen 7)                                        | Bostadshus (1 byggnad)                                                          | 1879                          |          | Örebro                        | 59.26914, 15.21937   |                | Ladda upp en till bild av denna byggnad |
| Arbetshuset i Örebro (Olaus Petri 3:3)                                   | Barnhem, arbetshus (1 byggnad)                                                  | 1740-talet                    |          | Örebro                        | 59.27457, 15.21648   |                | Ladda upp en till bild av denna byggnad |
| Borgarhuset i Wadköping (Cajsa Wargs hus) (Bofinken 13)                  | Museum (1 byggnad)                                                              | 1600-talets slut (troligtvis) |          | Örebro                        | 59.27289, 15.23148   |                | Ladda upp en till bild av denna byggnad |
| Bystad (Bystad 1:7)                                                      | Herrgård (17 byggnader)                                                         | 1729                          |          | Asker                         | 59.04882, 15.49960   |                | Ladda upp en till bild av denna byggnad |
| Centralpalatset, Örebro (Skolgården 16)                                  | Bostadshus, palats och stadsvilla, flerbostadshusområde med lokaler (1 byggnad) | 1913                          |          | Örebro (Storgatan, Olaigatan) | 59.27534, 15.21551   |                | Ladda upp en till bild av denna byggnad |
| Esplunda herrgård (Äsplunda 1:1)                                         | Säteri, herrgård (16 byggnader)                                                 | 1700-talets första hälft      |          | Rinkaby                       | 59.29585, 15.34171   |                | Ladda upp en till bild av denna byggnad |
| Tidigare Landshövdingestallet i Örebro (Husaren 4                        | Skola, läroverk, residens (1 byggnad)                                           | 1771                          |          | Örebro                        | 59.27489, 15.21698   |                | Ladda upp en till bild av denna byggnad |
| Tidigare Post- och Telegrafhuset i Örebro (Televerkets hus) (Borgaren 1) | Telegrafstation och televerk (1 byggnad)                                        | 1914                          |          | Örebro                        | 59.27245, 15.20948   |                | Ladda upp en till bild av denna byggnad |
| Gamla Riksbankshuset i Örebro (Rådhuset 2)                               | Bank (1 byggnad)                                                                | 1899                          |          | Örebro                        | 59.27282, 15.21354   |                | Ladda upp en till bild av denna byggnad |
| Gamla Varmbadhuset i Örebro (Hökerberg 7)                                | Badhus (1 byggnad)                                                              | 1899                          |          | Örebro                        | 59.27192, 15.20906   |                | Ladda upp en till bild av denna byggnad |
| Gamla teatern i Örebro (Teatern 1)                                       | Teater (1 byggnad)                                                              | 1852                          |          | Örebro                        | 59.27450, 15.21299   |                | Ladda upp en till bild av denna byggnad |
| Göksholms slott (Göksholm 1:1)                                           | Herrgård (4 byggnader)                                                          | 1200-talet                    |          | Stora Mellösa                 | 59.26569, 15.55364   |                | Ladda upp en till bild av denna byggnad |
| Jakobshill (Käggleholm 7:3)                                              | Fritidshus, sommarstuga (1 byggnad)                                             | 1934                          |          | Ödeby                         | 59.39169, 15.39530   |                | Ladda upp en bild av denna byggnad      |
| Kungsstugan i Wadköping (Bofinken 13)                                    | Museum (1 byggnad)                                                              | 1500-talet                    |          | Örebro                        | 59.27292, 15.23170   |                | Ladda upp en till bild av denna byggnad |
| Nikolai församlingshem (Nikolai 3:3)                                     | Församlingshem (1 byggnad)                                                      | 1500-talet                    |          | Örebro                        | 59.27259, 15.21074   |                | Ladda upp en till bild av denna byggnad |
| Pumphuset på Våghustorget (Nikolai 3:286)                                | Vattenbrunn (1 byggnad)                                                         | 1872                          |          | Örebro                        | 59.26974, 15.21019   |                | Ladda upp en till bild av denna byggnad |
| Rudbecksgymnasiet (Borgen 3)                                             | Skolbyggnad (1 byggnad)                                                         | 1901                          |          | Örebro                        | 59.268333, 15.212778 |                | Ladda upp en till bild av denna byggnad |
| Vattentornet Svampen (Vattentornet 1)                                    | Vattentorn (1 byggnad)                                                          | 1958                          |          | Örebro                        | 59.28801, 15.22543   |                | Ladda upp en till bild av denna byggnad |
| Örebro läns museum (Museet 2)                                            | Museum (1 byggnad)                                                              | 1950                          |          | Örebro                        | 59.27269, 15.21825   |                | Ladda upp en till bild av denna byggnad |
| Örebro slott (Nikolai 3:5)                                               | Slott, kungligt slott, residens (1 byggnad)                                     | 1270                          |          | Örebro                        | 59.27397, 15.21532   |                | Ladda upp en till bild av denna byggnad |
| Örebro stationshus (Olaus Petri 3:237;f.d. 3:119)                        | Järnvägsstation (1 byggnad)                                                     | 1862                          |          | Örebro                        | 59.27855, 15.21165   |                | Ladda upp en till bild av denna byggnad |
| Vintrosa prästgård (Vintrosa prästgård 1:9)                              | Boställe, Prästgård                                                             | 1790-talet                    |          | Vintrosa                      | koordinater saknas   |                | Ladda upp en bild av denna byggnad      |
| Brevens bruk (Breven 1:80, 1:90 1:107, 1:111, 1:114, 1:129)              | Bruk                                                                            | 1600-1900-talet               |          | Brevens Bruk                  | koordinater saknas   |                | Ladda upp en till bild av denna byggnad |